# Juta (materijal)
Juta je naziv za vlakna iz više vrta biljaka, koje rastu u tropskim krajevima. Gaje se u Indiji, Kini, Nepalu, Pakistanu, Iraku, Brazilu, Bangladešu - koji je ujedno i najveći svetski proizvođač jute visokog kvaliteta. To je jednogodišnja biljka, ali se u nekim zemljama može zasaditi i dva puta godišnje, pa su tada vlakna slabijeg kvaliteta. Stabljika biljke može da naraste i do pet metara, debljine između 12-20 mm. Najpoznatije vrste jute su gorka i slatka juta.

## Literatura
- Basu, G., A. K. Sinha, and S. N. Chattopadhyay. "Properties of Jute Based Ternary Blended Bulked Yarns". Man-Made Textiles in India. Vol. 48, no. 9 (Sep. 2005): 350–353. (AN 18605324)
- Chattopadhyay, S. N., N. C. Pan, and A. Day. "A Novel Process of Dyeing of Jute Fabric Using Reactive Dye". Textile Industry of India. Vol. 42, no. 9 (Sep. 2004): 15–22. (AN 17093709)
- Doraiswamy, I., A. Basu, and K. P. Chellamani. "Development of Fine Quality Jute Fibers". Colourage. Nov. 6–8, 1998, 2p. (AN TDH0624047199903296)
- Kozlowski, R., and S. Manys. "Green Fibers".  The Textile Institute. Textile Industry: Winning Strategies for the New Millennium—Papers Presented at the World Conference. Feb. 10–13, 1999: 29 (13p). (AN TDH0646343200106392)
- Madhu, T. "Bio-Composites—An Overview". Textile Magazine. Vol. 43, no. 8 (Jun. 2002): 49 (2 pp). (AN TDH0656367200206816)
- Maulik, S. R. "Chemical Modification of Jute". Asian Textile Journal. Vol. 10, no. 7 (Jul. 2001): 99 (8 pp). (AN TDH0648424200108473)
- Moses, J. Jeyakodi, and M. Ramasamy. "Quality Improvement on Jute and Jute Cotton Materials Using Enzyme Treatment and Natural Dyeing". Man-Made Textiles in India. Vol. 47, no. 7 (Jul. 2004): 252–255. (AN 14075527)
- Pan, N. C., S. N. Chattopadhyay, and A. Day. "Dyeing of Jute Fabric with Natural Dye Extracted from Marigold Flower". Asian Textile Journal. Vol. 13, no. 7 (Jul. 2004): 80–82. (AN 15081016)
- Pan, N. C., A. Day, and K. K. Mahalanabis. "Properties of Jute". Indian Textile Journal. Vol. 110, no. 5 (Feb. 2000): 16. (AN TDH0635236200004885)
- Roy, T. K. G., S. K. Chatterjee, and B. D. Gupta. "Comparative Studies on Bleaching and Dyeing of Jute after Processing with Mineral Oil in Water Emulsion vis-a-vis Self-Emulsifiable Castor Oil". Colourage. Vol. 49, no. 8 (Aug. 2002): 27 (5 pp). (AN TDH0657901200208350)
- Shenai, V. A. "Enzyme Treatment". Indian Textile Journal. Vol. 114, no. 2 (Nov. 2003): 112–113. (AN 13153355)
- Srinivasan, J., A. Venkatachalam, and P. Radhakrishnan. "Small-Scale Jute Spinning: An Analysis". Textile Magazine. Vol. 40, no. 4 (Feb. 1999): 29. (ANTDH0624005199903254)
- Tomlinson, Jim. Carlo Morelli and Valerie Wright. The Decline of Jute: Managing Industrial Decline. London: Pickering and Chatto. 2011. ISBN 978-1-84893-124-4.  219 pp. . focus on Dundee, Scotland
- Vijayakumar, K. A., and P. R. Raajendraa. "A New Method to Determine the Proportion of Jute in a Jute/Cotton Blend".  Asian Textile Journal, Vol. 14, no. 5 (May 2005): 70-72. (AN 18137355)

- Hudson, R. Geographica, World Atlas and Encyclopedia. ISBN 978-3-8331-5158-3. (Special edition)